# Nathan Wildenstein
Pour les articles homonymes, voir Wildenstein (homonymie).
Nathan Wildenstein (8 novembre 1851 à Fegersheim, Bas-Rhin - 24 avril 1934 à Paris) est un marchand d'art et galeriste français, fondateur de la dynastie Wildenstein. Il est le père de Georges Wildenstein, le grand-père de Daniel Wildenstein et l'arrière grand-père de Alec Wildenstein et Guy Wildenstein.

## Biographie

### Origines familiales
Il est le fils de Lazare Wildenstein et de son épouse Babette, née Lévy, tous deux de confession juive. 
Né le 8 novembre 1851 à Fegersheim (Bas-Rhin),,,,, Nathan est issu d'une famille de marchands de bestiaux et de chevaux,.
Cette tradition familiale est rompue à la suite de la guerre franco-allemande de 1870, qui aboutit à l'annexion de l'Alsace  et d'une partie de la Lorraine (traité de Francfort, 10 mai 1871) par l'Empire allemand (1871-1918): comme de nombreux habitants qui ne veulent pas devenir sujets allemand, Nathan quitte l'Alsace au début des années 1870.

### Débuts à Paris
Il s'établit à Paris comme vendeur de cravates et cols dans une boutique située au n° 111,rue Montmartre. Il est d'abord associé avec un certain Lachatroulle. La boutique fonctionne encore en 1876.[réf. nécessaire]
Un jour[Quand ?], la comtesse polonaise Delfina Potocka lui demande de vendre pour elle une toile attribuée à Antoine van Dyck[réf. nécessaire]. Ne connaissant rien dans le domaine de l'art, il passe plusieurs jours à se former au musée du Louvre[réf. nécessaire], puis finit par trouver un acquéreur.

### Carrière
Nathan a trouvé sa voie : il abandonne la boutique et se met à écumer[réf. nécessaire] les musées et les galeries privées dans le quartier de l'hôtel Drouot, afin d'apprendre les métiers de marchand d'art et de courtier. 
Vers 1878, il installe dans son propre appartement un bureau de conseils et de courtage. Bénéficiant des conseils du galeriste Georges Petit, il devient peu à peu un expert reconnu sur la place, son œil semble infaillible[réf. nécessaire]. Il se spécialise dans la peinture française de l'Ancien régime, plus particulièrement du XVIIIe, une époque que la critique vient de redécouvrir[réf. nécessaire]. 
Le 31 mars 1886, il épouse Laure Lévy (1856-1937).
Le succès professionnel lui permet en 1890 d'ouvrir sa propre galerie, au n° 46 de la rue du Faubourg-Saint-Honoré. Une dizaine d'années plus tard, sentant une évolution du marché américain de l'œuvre d'art[réf. nécessaire], il ouvre une galerie à New York (1903), en association avec le Français Ernest Gimpel. Il a pour clients américains Jules Bache, Henry Ford, Edward G. Robinson, la famille Havemeyer, Henry Edwards Huntington, Mortimer L. Schiff (en), qui alimenteront par leurs legs les grands musées du pays.
En 1905, Nathan acquiert un hôtel particulier au n° 57 de la rue La Boétie, dans lequel il abrite sa propre collection de peintures et d'objets d'art. Il possède également une écurie de course. 
En 1925, il ouvre une nouvelle succursale à Londres.

### Mort et funérailles
Nathan Wildenstein meurt chez lui à Paris le 24 avril 1934 et est enterré dans un cimetière juif de Paris. Il contribuait aux œuvres juives.
Il a deux enfants, Elisabeth (1882-?), femme de Louis Isaac Paraf (leur fille, Arlette, épousera le peintre surréaliste Kurt Seligmann) et Georges, qui prendra sa succession.